# Heteroclinus macrophthalmus
Heteroclinus macrophthalmus är en fiskart som beskrevs av Hoese, 1976. Heteroclinus macrophthalmus ingår i släktet Heteroclinus och familjen Clinidae. Inga underarter finns listade i Catalogue of Life.